# Igreja Cristã Pentecostal da Bíblia do Brasil
A Igreja Cristã Pentecostal da Bíblia do Brasil é uma denominação pentecostal fundada em 1958, pelo Rev. Epaminondas Silveira Lima e Ada Silveira Lima, a partir de um grupo dissidente da Igreja Presbiteriana Independente do Brasil. Composta por 130 igrejas e 11.000 membros, presentes no Brasil, Chile e EUA.

## História
No final da década de 1940, um grupo de membros da Igreja Presbiteriana Independente do Brasil do Cambuci, acompanhados por ministros norte-americanos, começaram a participar de retiros em um sítio e na casa do presbítero Epaminondas e da missionária Ada Silveira Lima. O grupo também entrou em contato com o missionário Harold Edwin Williams. Durante uma viagem do ainda presbítero Epaminondas ao exterior, sua esposa havia falado em línguas, e um pouco depois, vencidas suas resistências, Epaminondas também recebeu o batismo.
Após um tempo, o grupo avivalista é convidado a se retirar da Igreja Presbiteriana Independente do Brasil. Com o retorno de Harold Edwin Williams aos Estados Unidos, Epaminondas, agora pastor, herda a tenda dada por Oral Roberts ao missionário. Lima começa a Cruzada Brasileira de Evangelização, instalando as primeiras tendas nos bairros Cambuci, Pari e Jabaquara, onde foi construída a sede nacional da denominação. Apenas depois a igreja recebe o nome de ICPB – Ministério Porta da Vida.
A Igreja Cristã Pentecostal da Bíblia do Brasil possui igrejas principalmente no estado de São Paulo, mas também possui alguns templos em Minas Gerais, Santa Catarina, Paraná, Sergipe, Alagoas, Maranhão, Rio Grande do Norte, Bahia, Ceará, Rio de Janeiro, Chile e EUA (como American Pentecostal Bible Church). Mantém o Seminário Teológico Porta da Vida (STPV), desde 1981, e a APVIDAS, instituição sem fins lucrativos que ajuda asilos, casas de recuperação e famílias carentes.